# Verdi Grüne Vërc
Verdi Grüne Vërc sind eine ökosoziale Partei in Südtirol, die sich an den Grundsätzen der Fraktion Die Grünen/Europäische Freie Allianz orientiert. Sie ist seit November 2019 Mitglied der Europäischen Grünen Partei. Sie verstehen sich als alle Sprachgruppen Südtirols verbindende Bewegung, wie auch der offizielle italienisch-deutsch-ladinische Name zeigen soll.
Bekannteste Vertreter waren der 1995 verstorbene EU-Parlamentarier und Jurist Alexander Langer sowie der Extrembergsteiger und ehemalige EU-Parlamentarier Reinhold Messner.

## Geschichte

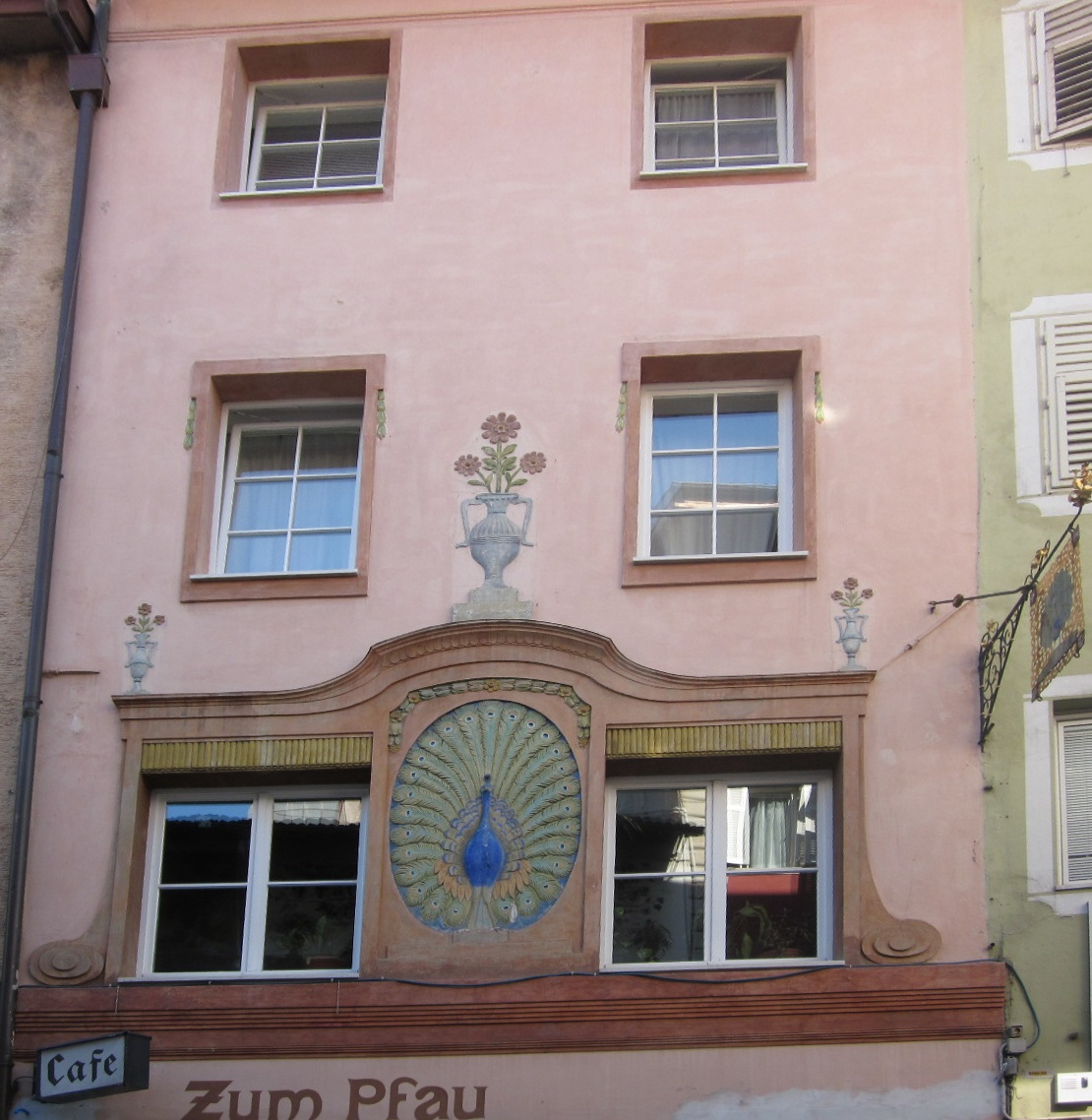
Sitz der Südtiroler Grünen in der Bindergasse

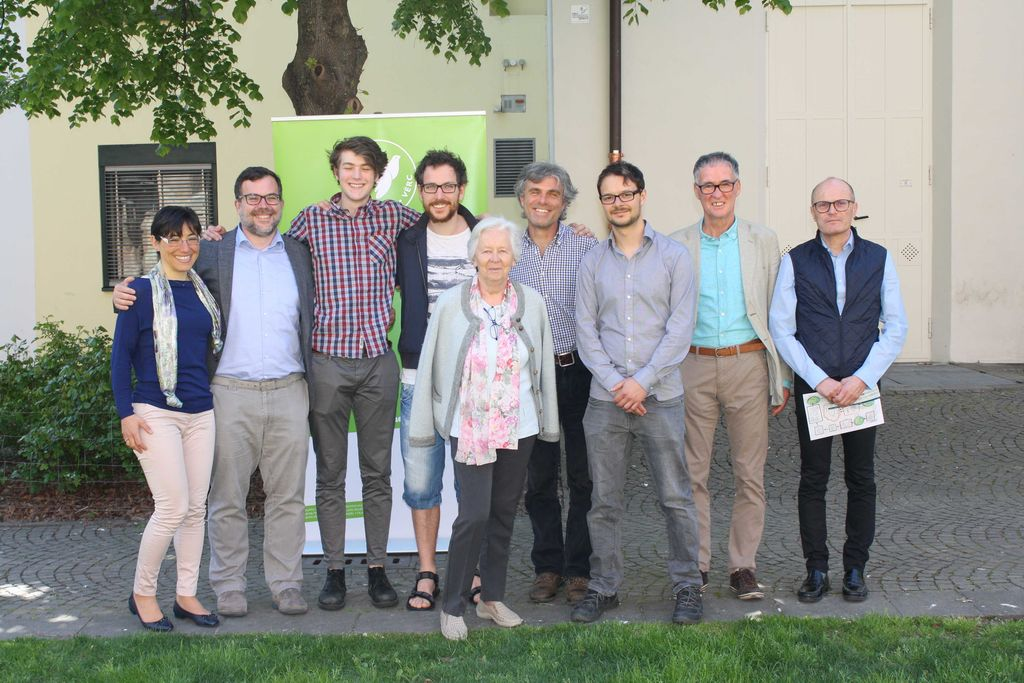
Der Grüne Rat im Jahr 2018

Die Grünen Südtirols sind aus dem politisch-sozialen Milieu der Neuen Linken/Nuova Sinistra, der Umweltbewegung sowie der Südtiroler HochschülerInnenschaft (sh.asus) entstanden.
Nach mehrmaligem erfolgreichen Antreten bei Gemeinde- und Landtagswahlen seit 1978 (etwa 1983 als Alternative Liste für das andere Südtirol) erfolgte die formale und statutarische Gründung von Verdi Grüne Vërc als Partei erst im Jahre 1996. Auf nationaler Ebene engagierten sich die Südtiroler Grünen nachhaltig innerhalb der Federazione dei Verdi.
Zum ersten Landessprecher (Parteivorsitzender) wurde der italienischsprachige Bozner Carlo Bertorelle gewählt, ihm folgten im Jahre 1998 mit Leander Moroder aus St. Ulrich in Gröden ein Ladiner und 2006 mit Franco Bernard aus Meran ein deutschsprachiger Südtiroler. Am 20. März 2008 (Gründonnerstag) wurden die jungen Grünen gegründet.
Seit 2009 wird die Partei von einer Doppelspitze aus einem Mann und einer Frau geführt: Als erstes Team wurden Brigitte Foppa und Sepp Kusstatscher gewählt, denen 2014 ein aus Foppa und Giorgio Zanvettor bestehendes Team nachfolgte. Dem Leitungsgremium steht ein Grüner Rat zur Seite, der bei politischen und inhaltlichen Entscheidungen beratende Funktionen ausübt.
Nach der Landtagswahl 2013 stellten die Südtiroler Grünen drei Abgeordnete im Südtiroler Landtag: den Journalisten Riccardo Dello Sbarba, den Brixner Historiker Hans Heiss und die Montaner Beamtin Brigitte Foppa. Bei den Parlamentswahlen in Italien 2013 zog der Journalist Florian Kronbichler über die Liste von Sinistra Ecologia Libertà in die nationale Abgeordnetenkammer ein.
Bei den italienischen Parlamentswahlen 2018 kandidierte die Partei auf einer Listenverbindung mit Liberi e Uguali (LeU), ohne jedoch Mandate zu erlangen.
Bei der Landtagswahl 2018 konnten die Grünen mit 6,8 % der Stimmen ihre drei Mandate verteidigen, mussten aber Stimmenverluste hinnehmen. Landtagswahl 2023 erhielten sie 9 % der Stimmen, wodurch ebenfalls drei Mandate für Brigitte Foppa, Madeleine Rohrer und Zeno Oberkofler gewonnen werden konnten. 
Lockere Verbindungen der Bewegung bestehen zu den Grünen Tirol.